# Отрішко В'ячеслав Миколайович
В'ячесла́в Микола́йович Отрі́шко (18 грудня 1969, Кривий Ріг — 26 січня 2015, Дебальцеве) — солдат Збройних Сил України, учасник російсько-української війни.

## Короткий життєпис
Закінчив 8 класів криворізької ЗОШ № 57, ПТУ № 30, професія «електрослюсар, черговий та з ремонту устаткування». До 2013 року працював у ТОВ «Трансмаш».
У часі війни — водій, 42-й окремий мотопіхотний батальйон — 57-ма окрема мотопіхотна бригада.
26 січня 2015 року загинув під час виконання бойового завдання біля Дебальцевого — у бойову машину влучив протитанковий реактивний снаряд. З Отрішком загинув заступник командира батальйону — майор Володимир Степанок.
Похований у Кривому Розі. Вдома залишились мати, дружина, троє дітей.
Дружина: «Він міг відмовитися, але пішов заради дітей, заради їхнього спокою, щоб сюди не дісталися сепаратисти».

## Нагороди та вшанування
- Указом Президента України № 311/2015 від 4 червня 2015 року, «за особисту мужність і високий професіоналізм, виявлені у захисті державного суверенітету та територіальної цілісності України, вірність військовій присязі», нагороджений орденом «За мужність» III ступеня (посмертно)[1].
- Нагороджений відзнакою Криворізької міської ради «За Заслуги перед містом» 3 ступеня (посмертно).
- Вшановується в меморіальному комплексі «Зала пам'яті», в щоденному ранковому церемоніалі 26 січня[2][3].